# Walter Lang
Walter Lang (ur. 10 sierpnia 1896 w Memphis, zm. 7 lutego 1972 w Palm Springs) – amerykański reżyser filmowy i scenarzysta. W latach 30. XX wieku współpracował z wytwórnią 20th Century Fox. Nominowany do Oscara za film The King and I.

## Reżyseria
- 1961 – Snow White and the Three Stooges
- 1961 – Marriage-Go-Round (Małżeńska karuzela)
- 1960 – Can-Can (Kankan)
- 1959 – But Not for Me
- 1957 – Desk Set (Biuro na tranzystorach)
- 1956 – The King and I (Król i ja)
- 1954 – There's No Business Like Show Business (Nie ma jak show)
- 1953 – Call Me Madam
- 1952 – With a Song in My Heart (Z pieśnią w sercu)
- 1951 – On the Riviera
- 1950 – Jackpot
- 1950 – Cheaper by the Dozen
- 1949 – You're My Everything (Jesteś dla mnie wszystkim)
- 1948 – When My Baby Smiles at Me
- 1948 – Sitting Pretty (Gosposia do wszystkiego)
- 1947 – Mother Wore Tights (Mama nosiła trykoty)
- 1946 – Sentimental Journey
- 1946 – Claudia and David
- 1945 – State Fair]
- 1944 – Greenwich Village
- 1943 – Coney Island
- 1942 – Magnificent Dope (Wspaniały frajer)
- 1942 – Song of the Islands
- 1941 – Moon Over Miami (Księżyc nad Miami)
- 1941 – Week-End in Havana
- 1940 – The Blue Bird (Błękitny ptak)
- 1940 – Tin Pan Alley
- 1940 – Star Dust
- 1940 – Great Profile
- 1939 – A Little Princess (Mała księżniczka)
- 1939 – Susannah of the Mounties
- 1938 – I'll Give a Million
- 1938 – Baroness and the Butler
- 1937 – Second Honeymoon (Dwaj mężowie pani Vicky)
- 1937 – Wife, Doctor and Nurse
- 1937 – Top of the Town
- 1936 – Love Before Breakfast
- 1935 – Hooray for Love
- 1935 – Carnival
- 1934 – Whom the Gods Destroy
- 1934 – Mighty Barnum
- 1934 – Party's Over
- 1933 – Warrior's Husband
- 1933 – Meet the Baron
- 1932 – No More Orchids
- 1931 – Women Go on Forever
- 1931 – Hell Bound
- 1930 – Hello Sister (Cześć Siostro)
- 1930 – Command Performance
- 1930 – Brothers (Bracia)
- 1930 – Big Fight
- 1930 – Cock o' the Walk
- 1929 – Spirit of Youth (Duch młodości)
- 1928 – Desert Bride
- 1928 – Alice Through a Looking Glass
- 1928 – Night Flyer
- 1927 – College Hero
- 1927 – Sally in Our Alley (Sally z naszej ulicy)
- 1927 – Satin Woman
- 1927 – By Whose Hand?
- 1927 – Ladybird
- 1926 – Golden Web
- 1926 – Earth Woman
- 1926 – Money to Burn
- 1925 – Red Kimona

## Scenariusz
- 1933 – Racetrack (Tor wyścigowy)
- 1933 – Warrior's Husband
- 1927 – Satin Woman

## Zdjęcia
- 1932 – Amor in Montagna